# Príkra
Príkra je obec na Slovensku v okrese Svidník ležící v pohoří Nízké Beskydy. Žije zde 11 obyvatel.
Nachází se zde dřevěný řeckokatolický Chrám svatého Michala Archanděla z roku 1777.

## Geografie
Obec leží u hranice s Polskem v hornaté oblasti Laborecké vrchoviny. Příkra se nachází v severní části Nízkých Beskyd v kotlině u státní hranice s Polskem. Mírně členitý povrch katastru tvoří flyšové vrstvy. Přes obec protéká Príkranský potok, tzv. Prikrianka, pravostranný prítok Bodružalíka; pramení na území CHKO Východní Karpaty, jihovýchodním směrem od obce v bukovém porostu, 1 km od hranice s Polskou republikou, severovýchodně pod kótou 619,4 m, v nadmořské výšce 580 m.
V okolí obce převládá souvislý les s porostem buku a jedle. V katastrálním území obce o výměře 74,7 ha, je chráněný zachovalý relikt přirozených pralesních jedlobučin Východních Karpat; nejstarší stromy jsou staré přes 300 let. 

## Historie
První písemná zmínka o obci pochází z roku 1618. Dne 4. září 1939 v prostoru obce Příkré působily jednotky z 21. pěšího pluku tehdejšího Slovenského státu, který se zúčastnil války proti Polsku. 
Při přechodu fronty v listopadu 1944 zde byly těžké boje, kterými obec byla velmi poškozena.

## Rodáci
- Ioann Juhasevyč-Skljarský (1741–1814), rusínský učitel, básník a osvícenec